# Mary Corinna Putnam Jacobi
Mary Corinna Putnam (també coneguda com a Mary Putnam; Londres, 31 d'agost de 1842 – Nova York, 10 de juny de 1906) va ser una metgessa, escriptora, i sufragista nord-americana. Va lluitar per la integració dels estudis clínics i de laboratori en la medicina. Menyspreant evidències anecdòtiques i dogmes tradicionals, va reclamar la cerca científica en cada qüestió de la pràctica mèdica. Com a líder feminista, va refusar les creences tradicionals sobre la feblesa de les dones. El seu treball amb reformistes i sufragistes la va convertir en una de les principals portaveus sobre la salut de les dones durant l'època progressista.

## Biografia

### Primers anys
Filla de l'editor George Palmer Putnam i de Victorine Haven Putnam, va néixer a Londres, on la família havia estat vivint des de 1841 mentre el pare establia una sucursal de l'editorial novaiorquesa Wiley & Putnam. Era la gran d'onze germans.
La família va tornar als Estats Units el 1848, per la qual cosa Mary va passar la seva infantesa i adolescència a Nova York. Va rebre la major part de la seva primera educació a casa, completada amb dos anys cursats en una nova escola pública per a noies, on es graduà el 1859. Va publicar un primer relat titulat Found and Lost (Trobat i perdut) a l'abril de 1860 a The Atlantic Monthly, i un segon relat un any més tard. Després de la seva graduació el 1859, va estudiar grec, ciències, i medicina en privat, amb Elizabeth Blackwell i amb altres professors. El seu pare pensava que la medicina era una professió «repulsiva», però finalment va donar suport al seu afany.

### Estudis
Va servir durant la Guerra Civil com a assessora mèdica. Es va graduar a la Facultat de Farmàcia de la Universitat de Nova York el 1863 i va obtenir el títol de medicina a la Female (later Women's) Medical College of Pennsylvania el 1864. Una curta estada al New England Hospital for Women and Children li va mostrar la necessitat de continuar estudiant abans de poder practicar la medicina. Va partir cap a París per estudiar a l'École de Médecine de la Universitat de París, dirigida en aquells dies pel prestigiós químic Charles Adolphe Wurtz. Després de moltes negociacions i gràcies a l'ajuda del psiquiatre Benjamin Ball, va ser admesa a l'escola de Medicina com la primera dona estudiant. Es va graduar al juliol de 1871, essent la segona dona a fer-ho allí, i rebent el segon premi per la seva tesi.
Els seus estudis a París van coincidir amb la guerra francoprussiana. L'agost de 1871 va publicar al Scribner's Monthly una anàlisi sobre el nou lideratge polític francès posterior a la guerra.

### Carrera mèdica
Quan va tornar als Estats Units després dels esdeveniments de París de 1871, va establir una consulta mèdica a Nova York, essent la segona dona pertanyent a la Societat Mèdica del Comtat de Nova York. Va ser admesa a l'Associació Mèdica Americana, i va obtenir el càrrec de professora en el nou Col·legi Mèdic Femení d'Infermeria de Nova York. El 1872 va organitzar l'Associació Mèdica de les Dones de la Ciutat de Nova York. Va ser-ne la presidenta des de 1874 fins al 1903. Va fer campanya perquè les principals escoles mèdiques, com la Johns Hopkins, admetessin alumnat femení.
Com a metge assistent, Mary Jacobi va obrir una sala infantil a la infermeria de Nova York el 1886. Es va convertir en membre de la New York Pathological Society i de l'Acadèmia de Medicina de Nova York, la qual cosa era fonamental per obtenir feina i guanyar-se el respecte de la classe mèdica. L'entrada de la doctora Jacobi a l'Acadèmia de Medicina la va convertir en la primera membre femenina de la societat.
Va rebre el Premi Boylston de la Universitat Harvard el 1876 per un assaig original titulat The Question of Rest for Women during Menstruation (La qüestió del descans per a les dones durant la menstruació), que tirava per terra –amb observació i anàlisi de dades– l'arrelada teoria que les dones que no cessaven la seva activitat sexual durant la menstruació danyaven els seus òrgans reproductius, i que el rendiment de les dones a causa del període menstrual era menor, una tesi defensada pel prestigiós professor de Harvard Edward Clark, que Jacobi s'atreví a contradir.
El 1891 va contribuir amb un article a la història de les dones metgesses als Estats Units, en el volum dedicat al Treball de les Dones a Amèrica (Women's Work in America). Va aportar una bibliografia d'articles escrits per metgesses nord-americanes, incloent-hi referències de més de quaranta dels seus propis treballs.
Va escriure més de 100 articles mèdics, sobre patologia, neurologia, pediatria i educació mèdica. Va deixar d'escriure relats el 1871. El 1894 va escriure Common Sense Applied to Women's Suffrage (El sentit comú aplicat al sufragi de les dones), posteriorment reimprès i utilitzat per donar suport al moviment de sufragi de les dones als Estats Units.
Mentre que la seva mentora, Elizabeth Blackwell (1821-1910), veia la medicina com un mitjà per a la reforma social i moral, Jacobi, més jove, es va centrar en la curació de malalties. En un nivell més profund de desacord, Blackwell sentia que les dones tindrien èxit en medicina a causa del seu valors humans femenins, mentre que Jacobi opinava que les dones havien de participar en condicions d'igualtat amb els homes en totes les especialitats mèdiques.
Quan se li va diagnosticar un tumor cerebral, va documentar els seus propis símptomes i va publicar un article sobre aquest tema titulat Descriptions of the Early Symptoms of the Meningeal Tumor Compressing the Cerebellum (Descripció dels símptomes primerencs d'un tumor meningeal comprimint el cerebel). Va morir a la ciutat de Nova York el 10 de juny de 1906. Està enterrada en el Green-Wood Cemetery, a Brooklyn, Nova York.

## Vida privada
El 1873 es va casar amb Abraham Jacobi, que sovint és considerat el fundador de la pediatria americana. Van tenir tres fills, encara que només una filla va sobreviure fins a l'edat adulta, Marjorie Jacobi McAneny. Jacobi va educar-la d'acord amb les seves pròpies teories educatives.

## Obra
- De la graisse neutre et dels acides gras (Paris thesis, 1871)
- The Question of Rest for Women during Menstruation (1876)
- Acute Fatty Degeneration of New Born (1878)
- The Value of Life (New York, 1879)
- Cold Pack and Anæmia (1880)
- The Prophylaxis of Insanity (1881)
- "Studies in Endometritis" in the American Journal of Obstetrics (1885)
- Articles on "Infantile Paralysis" and "Pseudo-Muscular Hypertrophy" in Pepper's Archives of Medicine (1888)
- Hysteria, and other Essays (1888)
- Physiological Notes on Primary Education and the Study of Language (1889)
- "Common Sense" Applied to Woman Suffrage (1894) This expanded on an address she made that same year before a constitutional convention in Albany. It was reprinted in 1915 and contributed to the final successful push for women's suffrage.
- From Massachusetts to Turkey (1896)